# فینال مسابقات باشگاهی قهرمانی آسیا ۱۹۶۷
فینال مسابقات باشگاهی قهرمانی آسیا ۱۹۶۷ مسابقه فینال نخستین دوره جام باشگاه‌های آسیا بود که در ۱۹ دسامبر ۱۹۶۷ برگزار شد. در این دیدار باشگاه فوتبال هاپوئل تل‌آویو با برتری ۲ بر ۱ برابر باشگاه فوتبال سلانگور به مقام قهرمانی دست یافت.

## مسابقه
| هاپوئل تل آویو                                 | ۲–۱ | سلانگور   |
| ---------------------------------------------- | --- | --------- |
| دنی بورسوک ۷۰' · یاکوف راچمینوویچ ۷۵' (پنالتی) |     | آسلیم ۵۰' |